# Teucrium lamiifolium
Teucrium lamiifolium là một loài thực vật có hoa trong họ Hoa môi. Loài này được d'Urv. miêu tả khoa học đầu tiên năm 1822.